# Portrait de Louise-Antoinette Feuardent
Le Portrait de Louise-Antoinette Feuardent est un tableau réalisé par le peintre français Jean-François Millet en 1841. Cette huile sur toile est le portrait de Louise-Antoinette Casini, épouse de Félix-Bienaimé Feuardent, un ami de l'artiste que Millet représente également dans un pendant. Née en 1818, la jeune femme figure les bras croisés devant un fond gris, son regard tourné vers le spectateur. L'œuvre fait partie depuis 1995 des collections du J. Paul Getty Museum de Los Angeles, aux États-Unis.